# 大圈幫
大圈幫（英語：Big Circle Gang），又稱大圈仔（英語：Big Circle Boys），用來統稱於1970年代出現在英屬香港與葡屬澳門的中國黑幫。大圈幫不是一個嚴格統一的幫會組織，主要成員來自中華人民共和國，在文化大革命期間經由偷渡等方式進入英屬香港，以鬆散方式組成小團體，進行犯罪活動。大圈幫最早主要來自廣東省廣州市，也常被稱為廣州仔。

## 歷史
「大圈」一詞稱呼來自中國內地的犯罪份子，從1970年代的偷渡潮開始流行。但據掌故專家魯金，「大圈」一詞可追溯至清末時間的黑社會用語，是香港本地黑幫對來自廣東省城（廣州）的外來黑幫之稱呼。與中華人民共和國偷渡客有關的語源說法亦有多種：一個說法是當時有許多抱著游泳圈或單車輪貽內膽由海上游至香港的偷渡者，因此香港俗語用大圈仔來稱呼大陸人。另一個說法，在中華人民共和國地圖上，用圓圈標示出大型城市，因此香港人用大圈來稱呼廣州市。由廣州市來的人，因此被稱為大圈仔。
大圈幫來自中國各省，包括湖南省、湖北省、廣東省、福建省。其成員都多曾加入紅衛兵，在1967年毛澤東決定以人民解放軍取代紅衛兵之後，許多舊有紅旗派紅衛兵成員偷渡至香港尋求庇護，將他們原有的軍事技能與組織才能，用於犯罪。1979年中越战争結束後，曾參與戰事的中國人民解放軍軍人，在退伍後偷渡至香港從事犯罪，是大圈幫中的另一支勢力。此外，中國舊有黑社會，偷渡至香港後，仍然以犯罪為生，為數甚多。
與14K與新義安等香港幫會不同，大圈幫缺少傳統，犯罪手法更為暴力。成為當時香港警方重點打擊對象。以香港為基地，大圈幫擴散到台灣與東南亞，在1990年代進入美國與加拿大。

## 著名成員
在香港，大圈幫的著名成員有綽號賊王的葉繼歡，以及1980年在澳門犯下的南通銀行解款車劫殺案的主要成員朱國榮。
2021年，荷蘭警方逮捕加拿大公民謝志樂，他是黑幫犯罪集團三哥的首領，國際大毒梟，其以港澳台作為犯罪據點，勢力延伸至東南亞，澳洲，乃至歐美，為大圈幫中的一大強勁勢力。

## 流行文化
1984年上映的電影《省港旗兵》使得大圈仔的名稱為公眾熟知。著名香港黑幫電影與警匪電影，如《警察故事》、《監獄風雲》等，其中有很多黑幫角色為大圈幫。